# Croton bergassae
Espèce
Croton bergassae est une espèce de plantes à fleurs du genre Croton et de la famille des Euphorbiaceae, présente à Madagascar.